# Хрещатицкий, Александр Павлович
Александр Павлович Хрещатицкий (1809—1888) — генерал, участник Крымской войны.
Родился 15 октября 1809 года, сын генерал-лейтенанта войска Донского Павла Степановича Хрещатицкого (ум. 1864). Воспитывался в пансионе при Новочеркасской гимназии и 1 января 1829 года поступил на службу урядником в Донской № 38 полк.
Состоя бессменным ординарцем начальника 3-го резервного корпуса графа Витта, Хрещатицкий в Польскую кампанию за отличие в сражении при Медзержицах (5 августа 1831 года) был награждён Георгиевским крестом, а 17 августа произведён в первый офицерский чин; при штурме передового укрепления Варшавы был тяжко ранен и получил орден св. Анны 4-й степени.
В 1840 году Хрещатицкий состоял дежурным штаб-офицером в штабе походного атамана Донских полков действующей армии, а затем последовательно командовал Донскими № 37 и № 23 полками и с последним принимал участие в кампании 1853—1856 годов; действуя в отряде барона Врангеля заслужил орден св. Владимира 4-й степени с бантом. В сражении на Чингильских высотах Хрещатицкий, командуя всей кавалерией, разбил 12-тысячный отряд турок, причём сам был ранен шашкой в руку. За это дело он получил золотое оружие с надписью «За храбрость» и орден св. Владимира 3-й степени.
Командуя резервными № 4 и № 7 полками, он с 1858 года, с производством в генерал-майоры от 17 апреля, состоял начальником конвойного отряда при разграничительной комиссии в Константинополе, в том же году, 26 ноября, за беспорочную выслугу 25 лет в офицерских чинах был награждён орденом св. Георгия 4-й степени (№ 10104 по кавалерскому списку Григоровича — Степанова).
В октябре 1859 года был назначен походным атаманом Донских полков, состоявших при Кавказской армии, и в этой должности прослужил 20 лет, причём принимал участие в завершающих кампаниях Кавказской войны. 30 августа 1865 года произведён в генерал-лейтенанты, в 1867 году награждён орденом св. Владимира 2-й степени с мечами и в 1870 году получил орден Белого орла.
В 1879 году был отчислен и состоял по войску Донскому. 15 мая 1883 года Хрещатицкий был произведён в генералы от кавалерии.
Среди прочих наград Хрещатицкий имел ордена св. Станислава 1-й степени (1861 год), св. Анны 1-й степени (1863 год, императорская корона к этому ордену пожалована в 1865 году) и св. Александра Невского (1878 год, алмазные знаки к этому ордену получил в 1881 году).
Умер 7 марта 1888 года в Тифлисе.